# Tori (Tori)
Tori (Duits: Torgel) is een plaats in de Estlandse gemeente Tori, provincie Pärnumaa. De plaats heeft de status van vlek (Estisch: alevik) en wordt vaak Tori alevik genoemd ter onderscheid van Tori küla, het dorp Tori in de gemeente Türi.
Tot in oktober 2017 was Tori de hoofdstad van de gelijknamige gemeente. In die maand werden de buurgemeenten Are en Sauga en de stadsgemeente Sindi bij Tori gevoegd. Sindsdien is Sindi de hoofdplaats van Tori.
De plaats ligt aan de rivier Pärnu.

## Bevolking
Tori had 457 inwoners op 31 december 2011 en 440 inwoners op 31 december 2021.

## Foto's

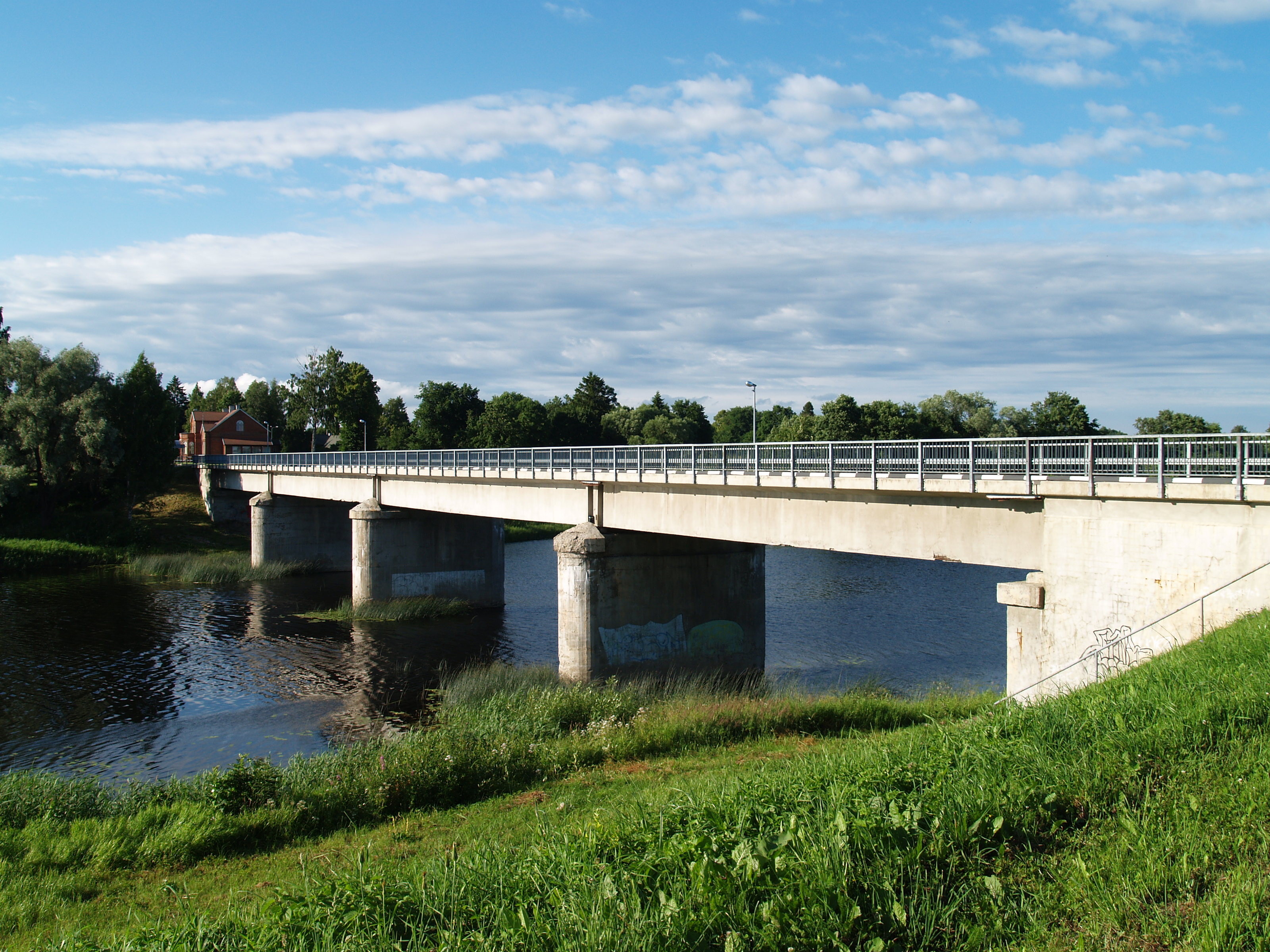
Brug over de Pärnu
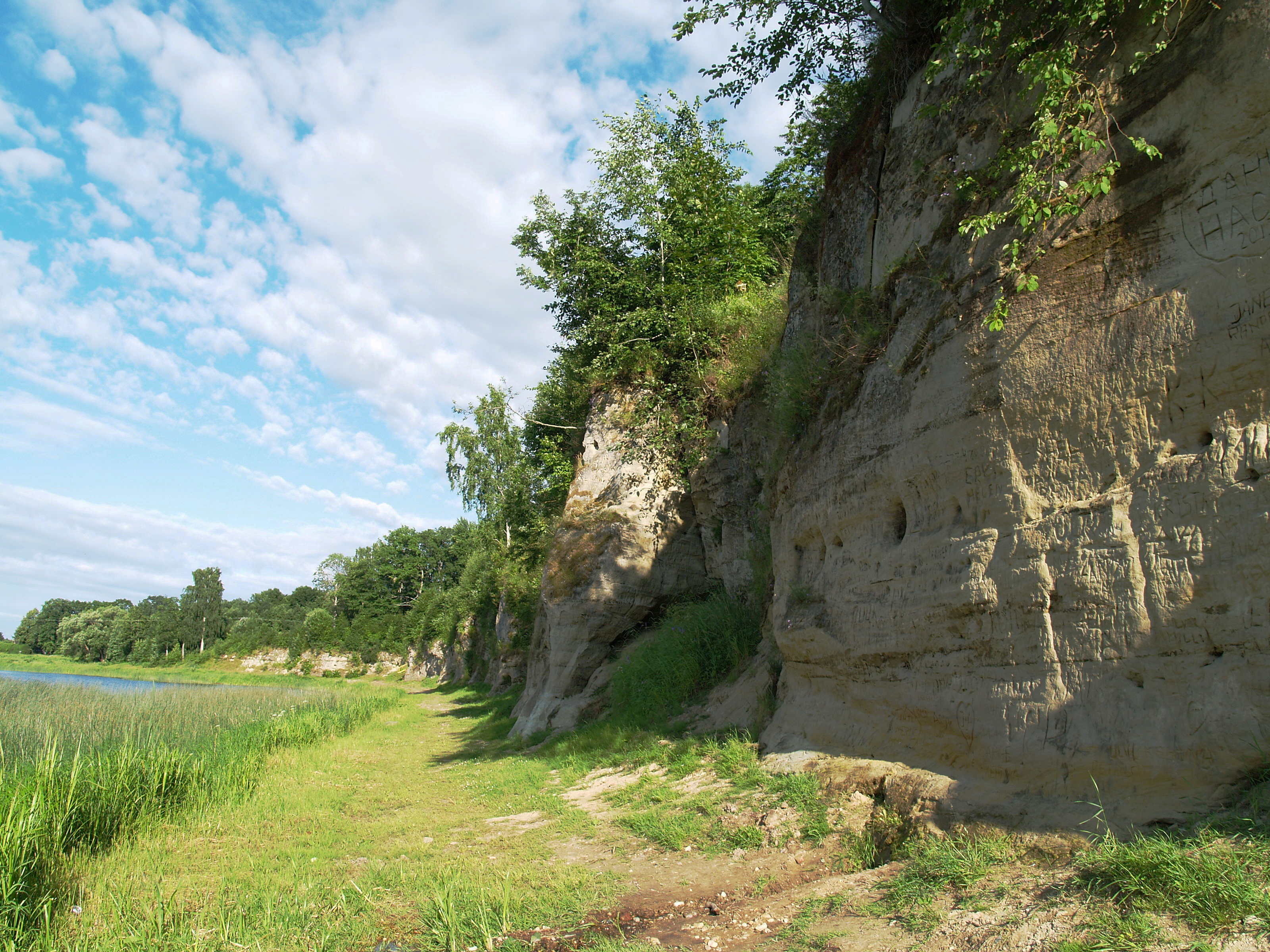
Steile oever van zandsteen
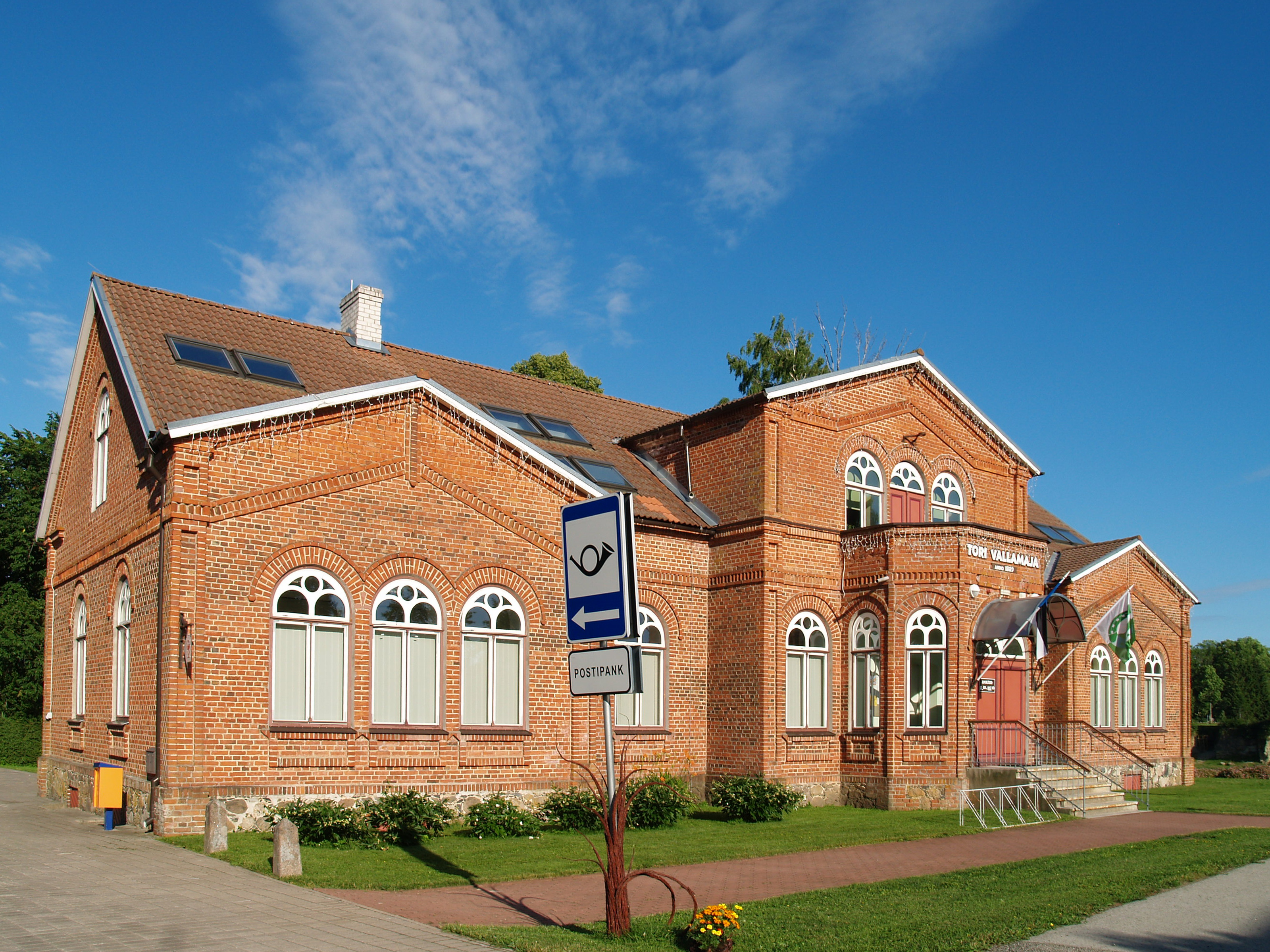
Het voormalige gemeentehuis van Tori
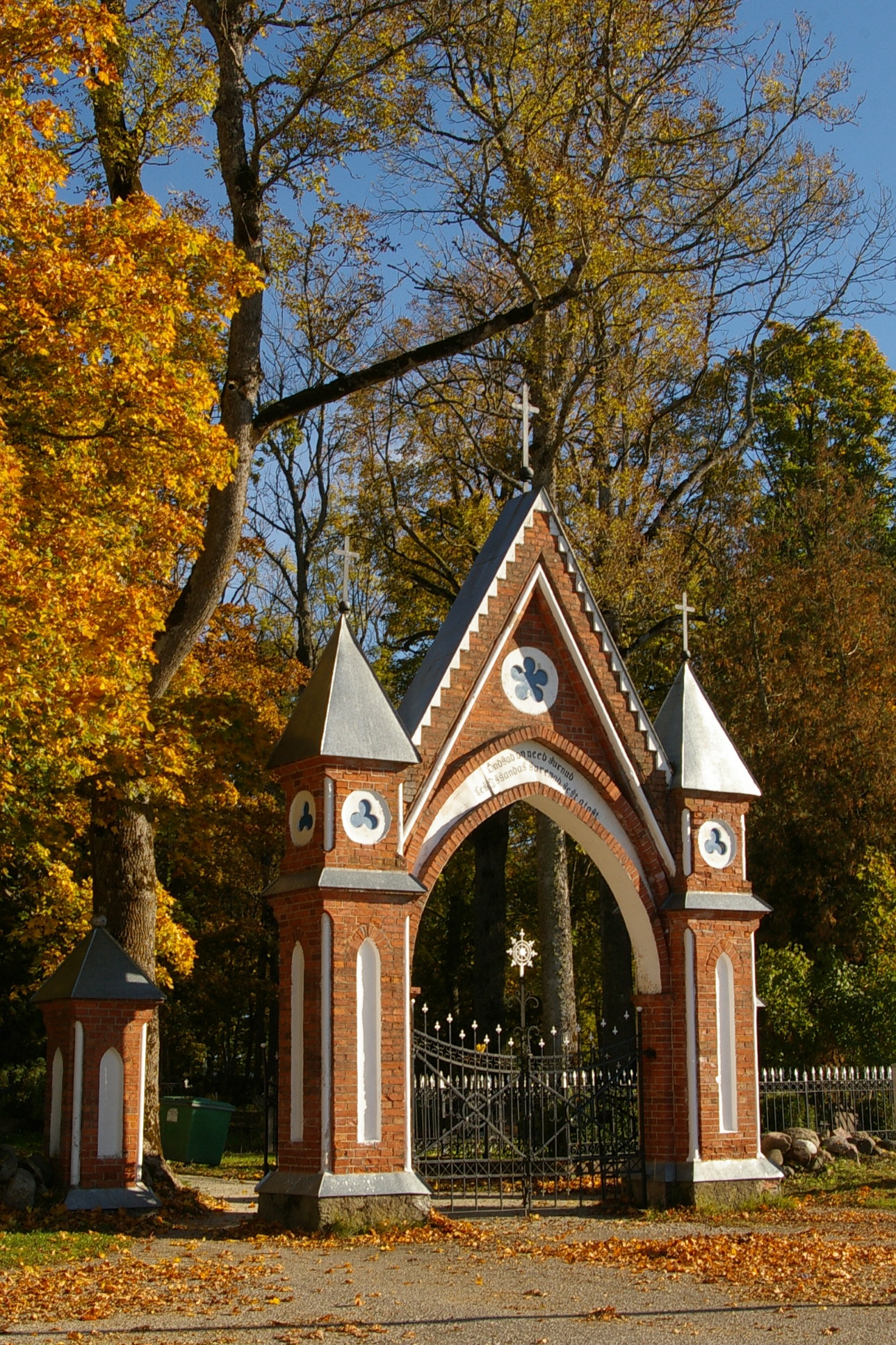
Ingang van het kerkhof